# Powiat Löwenberg

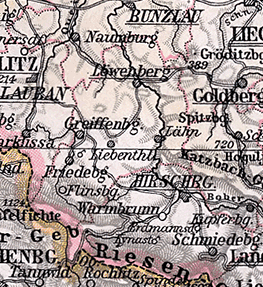
Kreis Löwenberg, 1905 r.

Powiat Löwenberg (niem. Kreis Löwenberg, pol. powiat lwówecki) – niemiecki powiat istniejący w okresie od 1741 do 1945 r. na terenie prowincji śląskiej i dolnośląskiej.
Powiat Löwenberg utworzono w rejencji legnickiej pruskiej Prowincji Śląsk. Od 1919 r. rejencję legnicką przeniesiono do nowej Prowincji Dolny Śląsk. W 1929 r. powiat zmienił nazwę na Powiat Löwenberg in Niederschlesien. W 1938 r. prowincję Dolny Śląsk zlikwidowano, a od 1939 r. powiat nazwano Powiatem Löwenberg in Schlesien. Od 1945 r. terytorium powiatu znajduje się pod administracją polską.
W 1910 r. powiat obejmował 141 gmin o powierzchni 751,32 km² zamieszkanych przez 62.365 osób.